# 井原幹雄
井原 幹雄（いはら みきお、1936年7月22日 - ）は、日本の俳優である。プロダクション・タンク所属。島根県出身。

## 来歴
日本大学芸術学部演劇科、東宝現代劇、劇団四季、劇団仲間劇団員を経て現在に至る。

## 出演

### テレビドラマ
- さわやか3組
- ひとりでできるもん!
- 毎日が日曜日
- 日本の戦後
- いちばん星
- 男たちの旅路
- 真田太平記
- 本日も晴天なり（1981 - 1982年） - 大原忠之 役
- 日本国憲法はこうして生まれた
- ディロン〜運命の犬
- ためしてガッテン
- 明日を抱きしめて
- 87%
- 小さな運転士最後の夢
- 炎の中の女
- 七人の刑事
- 夜の花火
- パーフェクト・ラブ
- RESCUE〜特別高度救助隊
- 私という他人
- あぽやん 走る国際空港
- 編集王
- 女子アナ。
- あかんたれ
- 死ぬんじゃない-宮本警部の遺したもの
- 失われた約束
- 女検事の報復
- 仮面ライダー龍騎SP
- 相棒（2008年） - 中津留正一 役
- 孤独のグルメ Season3 第11話 （2013年9月18日、テレビ東京） - 年寄り客(2) 役
- 福江島
- 野田ともうします。 第3シリーズ（2012年） - 佐山さん 役
- 刑事7人 第2シリーズ（2016年） - 柳隆一 役

### 映画
- ホワイトアウト（2000年）
- 純愛譜（2000年）
- 化粧師 KEWAISHI（2002年）
- 座頭市
- 天然コケッコー（2007年） - じいちゃん（そよの祖父） 役
- 北のカナリアたち

### 舞台
- カラマゾフの兄弟
- 白痴
- オンディーヌ
- から騒ぎ
- オセロ
- ハムレット
- 十二夜
- お気に召すまま
- 熱り
- 日曜はダメよ
- かもめ
- 風来人形座
- 森は生きている
- 乞食と王子
- 柱の疵
- ブラボー!ファーブル先生
- ウィンダミア・レディ
- 若楠繁る、お濠の
- よどむ水面にうつる
- 軒雪垂水音連（つららとけてかさなるみずのおと）

### ラジオ
- NHK「アンヌ・ダーター」
- NHK-FMシアター
  - 「2233歳」
  - 「紅いハンカチ」
- TBS「アラスカ物語」

### 吹き替え
- ザ・ホワイトハウス
- ワセックス物語
- トム・ブラウンの学生時代
- 探偵ハーフ・アンド・ハーフ

### その他
- ゲゲゲの女房 - 出雲ことば指導・第2週